# Гатфілд (Міннесота)
Гатфілд (англ. Hatfield) — місто (англ. city) в США, в окрузі Пайпстоун штату Міннесота. Населення — 53 особи (2020).

## Географія
Гатфілд розташований за координатами 43°57′13″ пн. ш. 96°11′20″ зх. д. / 43.95361° пн. ш. 96.18889° зх. д. (43.953677, -96.188895).  За даними Бюро перепису населення США в 2010 році місто мало площу 7,14 км², з яких 7,14 км² — суходіл та 0,00 км² — водойми.

## Демографія
Згідно з переписом 2010 року, у місті мешкали 54 особи в 20 домогосподарствах у складі 12 родин. Густота населення становила 8 осіб/км².  Було 23 помешкання (3/км²).
Расовий склад населення:
| - 100,0 % — білих |

До двох чи більше рас належало 0,0 %. Частка іспаномовних становила 0,0 % від усіх жителів.
За віковим діапазоном населення розподілялося таким чином: 37,0 % — особи молодші 18 років, 46,3 % — особи у віці 18—64 років, 16,7 % — особи у віці 65 років та старші. Медіана віку мешканця становила 30,5 року. На 100 осіб жіночої статі у місті припадало 92,9 чоловіків;  на 100 жінок у віці від 18 років та старших — 100,0 чоловіків також старших 18 років.
За межею бідності перебувало 7,7 % осіб, у тому числі 14,3 % дітей у віці до 18 років та 0,0 % осіб у віці 65 років та старших.
Цивільне працевлаштоване населення становило 26 осіб. Основні галузі зайнятості: роздрібна торгівля — 23,1 %, сільське господарство, лісництво, риболовля — 23,1 %, інформація — 15,4 %, будівництво — 15,4 %.